# Stanz im Mürztal
Stanz im Mürztal ist eine Gemeinde mit 1769 Einwohnern (Stand 1. Jänner 2025) im Bezirk Bruck-Mürzzuschlag in der Steiermark.

## Geografie

### Geografische Lage
Stanz im Mürztal liegt im Stanzertal, einem Seitental des Mürztals südlich der Stadtgemeinde Kindberg. Der durch das Gemeindegebiet führende Stanzbach mündet in die Mürz, einen nordöstlichen Nebenfluss der Mur im Bezirk Bruck-Mürzzuschlag im Nordosten der Steiermark. Das Gemeindegebiet umfasst das Einzugsgebiet von Brandstattbach, Fochnitzbach und Posseggbach. Der tiefste Punkt der Gemeinde liegt im Nordwesten bei knapp über 600 Meter am Stanzbach. Ansonst ist die Gemeinde größtenteil von Bergen umgeben:
- Im Westen:  Schafberg (946 m), Serkogel (1240 m), Ebenschlag (1545 m)
- Süden: Hochschlag (1580 m), Reschenkogel (1350 m), Beißenkogel (1379 m), Feichtkogel (1443 m), Aibelhöhe (1449 m)
- Osten: Fürstkogel (1435 m), Breiteggkogel (1346 m) und den Schanzsattel 1170 m
- Norden: Heuberg (1406 m), Hochpürschtling (1491 m), Stanglalpe (1490 m), Wolfseggerkogel (1138 m)

Die Gemeinde hat eine Fläche von 77 Quadratkilometer. Davon sind 82 Prozent bewaldet und fünfzehn Prozent werden landwirtschaftlich genutzt.

### Gemeindegliederung
Katastralgemeinden sind (Fläche Stand 31. Dezember 2023):
- Brandstattgraben (1.283,94 ha)
- Dickenbach (1.234,9 ha)
- Fochnitz (1.484,23 ha)
- Hollersbach (807,3 ha)
- Possegg (1.604,33 ha)
- Stanz (1.280,77 ha)

Das Gemeindegebiet umfasst folgende elf Ortschaften (in Klammern Einwohnerzahl Stand 1. Jänner 2025):
- Brandstatt (237)
- Dickenbach (46)
- Fladenbach (58)
- Fochnitz (25)
- Hollersbach (104)
- Possegg (28)
- Retsch (54)
- Sonnberg (327)
- Stanz im Mürztal (725)
- Traßnitz (57)
- Unteralm (108)

Die Gemeinde befindet sich im Gerichtsbezirk Mürzzuschlag.

### Nachbargemeinden
|                          | Sankt Barbara im Mürztal                    | Krieglach      |
| Kindberg                 | Kompassrose, die auf Nachbargemeinden zeigt | Fischbach (WZ) |
| Breitenau am Hochlantsch |                                             | Gasen (WZ)     |

## Geschichte
1150 wurde Stanz erstmals als „Stawencz“ in den Urkunden erwähnt. Im 14. Jahrhundert gelangte Stanz in den Besitz der Stubenberger. Um 1836 hatten die Hammerwerke Stanz große wirtschaftliche Bedeutung. 1848 kam es zur Befreiung des Bauernstandes. Die Ortsgemeinde als autonome Körperschaft entstand 1850. Nach der Annexion Österreichs 1938 kam die Gemeinde zum Reichsgau Steiermark, 1945 bis 1955 war sie Teil der britischen Besatzungszone in Österreich. Die bis circa 1960 überragende Bedeutung der Land- und Forstwirtschaftsbetriebe hat abgenommen, zunehmend gibt es Pendler.

## Kultur und Sehenswürdigkeiten

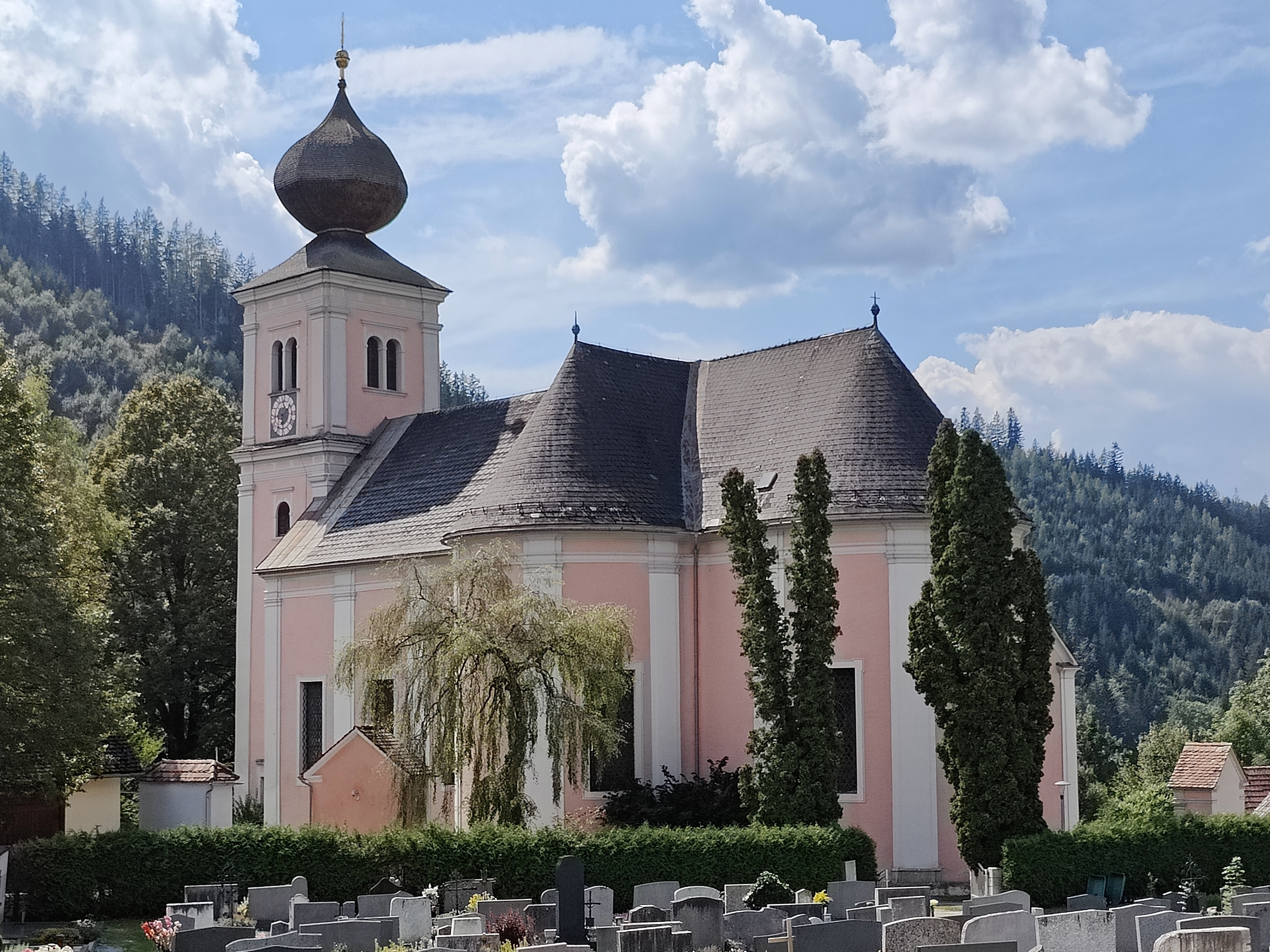
Pfarrkirche Stanz im Mürztal

- Katholische Pfarrkirche Stanz im Mürztal hl. Katharina
- Filialkirche hl. Ulrich
- Trachtenkapelle Stanz
- Stanzer Dorfmusikanten, böhmisch-mährische Blaskapelle, seit 2000
- Stanzer Spitzbuam

## Wirtschaft und Infrastruktur

### Wirtschaftssektoren
Stanz im Mürztal ist eine landwirtschaftlich geprägte Gemeinde. Von den 132 landwirtschaftlichen Betrieben des Jahres 2010 wurden 49 im Haupterwerb geführt. Diese bewirtschafteten 55 Prozent der Flächen. Im Produktionssektor arbeiteten 13 Erwerbstätige in der Bauwirtschaft und elf im Bereich Herstellung von Waren. Die wichtigsten Arbeitgeber des Dienstleistungssektors waren die Bereiche Handel (37), Beherbergung und Gastronomie (33) und soziale und öffentliche Dienste (31 Mitarbeiter).
| Wirtschaftssektor            | Anzahl Betriebe | Anzahl Betriebe | Anzahl Betriebe | Erwerbstätige | Erwerbstätige | Erwerbstätige |
| Wirtschaftssektor            | 2021            | 2011            | 2001            | 2021          | 2011          | 2001          |
| ---------------------------- | --------------- | --------------- | --------------- | ------------- | ------------- | ------------- |
| Land- und Forstwirtschaft 1) | 92              | 132             | 136             | 103           | 103           | 108           |
| Produktion                   | 18              | 13              | 12              | 38            | 24            | 62            |
| Dienstleistung               | 44              | 63              | 43              | 169           | 141           | 139           |

### Tourismus
Die Gemeinde bildet gemeinsam mit Kindberg den Tourismusverband „Mürztaler Streuobstregion Kindberg-Stanzertal“. Dessen Sitz ist die Gemeinde Kindberg.

### Verkehr
Erreichbar ist Stanz im Mürztal über die Landesstraße L114, welche im Westen von der nächstgelegenen Abfahrt „Kindbergdörfl“ der Semmering Schnellstraße S6 abzweigt und im Osten in Richtung Fischbach über den Schanzsattel führt.

## Politik

### Gemeinderat
Der Gemeinderat hat 15 Mitglieder.
- Nach den Gemeinderatswahlen in der Steiermark 2005 hatte der Gemeinderat folgende Verteilung: 10 SPÖ und 5 ÖVP.[9]
- Nach den Gemeinderatswahlen in der Steiermark 2010 hatte der Gemeinderat folgende Verteilung: 8 SPÖ, 6 ÖVP und 1 FPÖ.[10]
- Nach den Gemeinderatswahlen in der Steiermark 2015 hatte der Gemeinderat folgende Verteilung: 7 SPÖ, 6 BI Für eine lebenswerte Stanz und 2 ÖVP. [11]
- Nach den Gemeinderatswahlen in der Steiermark 2020 hat der Gemeinderat folgende Verteilung: 7 BI Für eine lebenswerte Stanz, 6 SPÖ und 2 ÖVP.[12]

### Bürgermeister
- 1850–1858 Alois Gartlgruber
- 1858–1861 Joseph Reithofer
- 1861–1875 Joseph Gesslbauer
- 1875–1877 Albert Schützenberger
- 1877–1888 Vinzenz Staberhofer
- 1888–1907 Jakob Kalcher
- 1907–1919 Anton Peintinger
- 1919–1932 Josef Zöscher
- 1932–1938 Thomas Dengg
- 1938–1940 Johann Gesslbauer
- 1940–1945 Alexander Sewera
- 1945–1946 Franz Raith
- 1946–1960 Jakob Pachler
- 1960–1980 Andreas Schmiedhofer
- 1980–2003 Siegfried Kelemina (SPÖ)
- 2003–2013 Johann Mauerhofer (SPÖ)
- 2014–2015 Peter Bader (SPÖ)[13]
- 2015–2024 Friedrich Pichler (Bürgerinitiative Für eine lebenswerte Stanz)[14]
- seit 2024 Dieter Schabereiter (Bürgerinitiative Für eine lebenswerte Stanz)[15]

### Wappen
Die Verleihung des Gemeindewappens erfolgte mit Wirkung vom 1. April 2003.
Blasonierung (Wappenbeschreibung): In von Rot und Silber gespaltenem Schild farbverwechselt in Silber und Schwarz ein Stoß von drei Straußenfedern, aus zwei ebensolchen Armen eines Ankers wachsend.

## Persönlichkeiten

### Ehrenbürger
- 1964: Josef Krainer (1903–1971), Landeshauptmann der Steiermark 1948–1971[17]

### Ehrenbürger und Ehrenringträger
- 2024: Franz Weberhofer (* 1962), Oberbrandinspektor Kommandant Stv. der Freiwilligen Feuerwehr Stanz im Mürztal 1998–2006; Hauptbrandinspektor Kommandant 2006–2022 der Freiwilligen Feuerwehr Stanz im Mürztal; Abschnittsbrandinspektor Kommandant Abschnitt IV des Bereichsfeuerwehrverbandes Mürzzuschlag seit 2012

### Söhne und Töchter der Gemeinde
- Ernst Hammer (1924–1990), Erzähler und Lyriker
- Grete Pirchegger (* 1941), Politikerin der ÖVP, Mitglied des Bundesrates 1986–1997
- Christian Stadlhofer (* 1980), Regisseur und Musicaldarsteller

## Belege
1. ↑  Ein Blick auf die Gemeinde Stanz im Mürztal,  Fläche und Flächennutzung. (PDF) Statistik Austria, abgerufen am 6. Juni 2021.
2. ↑  Regionalinformation 31.12.2023.zip, bev.gv.at (1.119 kB, 0003450398_100_Verwaltungseinheiten_KG_2023.csv); abgerufen am 20. Jänner 2025
3. ↑  Statistik Austria: Bevölkerung am 1.1.2025 nach Ortschaften (Gebietsstand 1.1.2025), (ODS, 500 KB)
4. ↑  Ein Blick auf die Gemeinde Stanz im Mürztal, Land- und forstwirtschaftliche Betriebe. (PDF) Statistik Austria, abgerufen am 6. Juni 2021.
5. ↑  Ein Blick auf die Gemeinde Stanz im Mürztal, Arbeitsstätten. (PDF) Statistik Austria, abgerufen am 6. Juni 2021.
6. ↑  Ein Blick auf die Gemeinde Stanz im Mürztal, Erwerbstätige. (PDF) Statistik Austria, abgerufen am 6. Juni 2021.
7. 1 2  STATcube. Statistik Austria, abgerufen am 6. November 2023.
8. ↑  Grazer Zeitung, Amtsblatt für die Steiermark. 30. Dezember 2014, 210. Jahrgang, 52. Stück. Nr. 308. ZDB-ID 1291268-2 S. 626.
9. ↑  Wahlergebnis Gemeinderatswahl 2005 in Stanz im Mürztal. Land Steiermark, 13. März 2005, abgerufen am 17. Oktober 2024.
10. ↑  Wahlergebnis Gemeinderatswahl 2010 in Stanz im Mürztal. Land Steiermark, 21. März 2010, abgerufen am 17. Oktober 2024.
11. ↑  Wahlergebnis Gemeinderatswahl 2015 in Stanz im Mürztal. Land Steiermark, 22. März 2015, abgerufen am 17. Oktober 2024.
12. ↑  Wahlergebnis Gemeinderatswahl 2020 in Stanz im Mürztal. Land Steiermark, 28. Juni 2020, abgerufen am 17. Oktober 2024.
13. ↑  Angelina Koidl: Ein neuer Ortschef in Stanz meinbezirk.at, 23. Jänner 2014.
14. ↑  Fritz Pichler ist neuer Bürgermeister in Stanz meinbezirk.at, 28. April 2015.
15. ↑  Bürgermeisterwechsel in der Stanz. In: meinBezirk.at. 28. März 2024, abgerufen am 13. Mai 2024.
16. ↑  Landesgesetzblatt Steiermark Nr. 19/2003
17. ↑  Südost-Tagespost (28. Januar 1964), S. 6.